# 李晓峰 (电玩家)
李晓峰（1985年5月16日—），常用游戏账号为或，男，河南汝州人，中国前职业电子竞技选手，因其在暴雪娱乐旗下即时战略游戏《魔兽争霸III：冰封王座》中的优异表现而闻名。李晓峰现服务于WE电子竞技俱乐部，他是世界电子竞技大赛史上最好的人族选手之一。最近几年，李晓峰除了是职业电子竞技选手之外，同时还担任WE电子竞技俱乐部《英雄联盟》战队的教练。2015年6月9日，李晓峰宣布正式从电子竞技项目中退役。

## 生平

### 早年生活
1985年5月16日，李晓峰出生于中华人民共和国河南省汝州市。他的父亲是一名医生，而他的母亲则是一名酒厂工人。李晓峰是家庭里最大的孩子，他还有一个妹妹和一个弟弟。从小李晓峰就开始接触电子游戏，并在初中阶段开始正式成为半职业的《星际争霸》选手，并在一些网吧赛事中获得胜利。李晓峰大学就读于洛阳医专（现河南科技大学）。

## 成就奖项

### 个人奖项
| 年份   | 赛事名称                | 赛区       | 赛事项目              | 最终成绩 | 备注   |
| ------ | ----------------------- | ---------- | --------------------- | -------- | ------ |
| 2002年 | 世界电子竞技大赛        | 武汉赛区   | 星际争霸              | 季军     | [ 10 ] |
| 2003年 | 世界电子竞技大赛        | 西安赛区   | 星际争霸              | 冠军     | [ 10 ] |
| 2003年 | 中国电子娱乐竞技GOC联赛 | 西安赛区   | 星际争霸              | 冠军     | [ 10 ] |
| 2003年 | 中国电子娱乐竞技GOC联赛 | 中国区决赛 | 星际争霸              | 季军     | [ 10 ] |
| 2004年 | 世界电子竞技大赛        | 中国区决赛 | 魔兽争霸III：冰封王座 | 亚军     | [ 10 ] |
| 2004年 | ACON系列赛              | 北京赛区   | 魔兽争霸III：冰封王座 | 冠军     | [ 10 ] |
| 2004年 | ACON系列赛              | 中国区决赛 | 魔兽争霸III：冰封王座 | 冠军     | [ 10 ] |
| 2005年 | 世界电竞运动会          | 全球总决赛 | 魔兽争霸III：冰封王座 | 季军     | [ 10 ] |
| 2005年 | 电子竞技世界杯          | 中国区决赛 | 魔兽争霸III：冰封王座 | 冠军     | [ 10 ] |
| 2005年 | 电子竞技世界杯          | 全球总决赛 | 魔兽争霸III：冰封王座 | 第四名   | [ 10 ] |
| 2005年 | ACON系列赛              | 中国区决赛 | 魔兽争霸III：冰封王座 | 冠军     | [ 10 ] |
| 2005年 | ACON系列赛              | 全球总决赛 | 魔兽争霸III：冰封王座 | 冠军     | [ 10 ] |
| 2005年 | 世界电子竞技大赛        | 中国区决赛 | 魔兽争霸III：冰封王座 | 冠军     | [ 10 ] |
| 2005年 | 世界电子竞技大赛        | 全球总决赛 | 魔兽争霸III：冰封王座 | 冠军     | [ 10 ] |

## 其他经历

### 影视作品
- 《超越游戏（英语：Beyond the Game）》（纪录片，2008年发行）－饰：自己
- 《电竞之王》（北京普雷世纪广告有限公司，2008年）－饰：顾晓飞

### 出版作品
- 《当李晓峰成为Sky》（中国华侨出版社，2012年）——ISBN 9787511324658